# Chailly-en-Bière
Chailly-en-Bière is een gemeente in het Franse departement Seine-et-Marne (regio Île-de-France) en telt 2112 inwoners (2005). De plaats maakt deel uit van het arrondissement Melun.

## Geografie
De oppervlakte van Chailly-en-Bière bedraagt 13,1 km², de bevolkingsdichtheid is 161,2 inwoners per km².
De onderstaande kaart toont de ligging van Chailly-en-Bière met de belangrijkste infrastructuur en aangrenzende gemeenten.
De kerk van Chailly-en Bière is te zien op de achtergrond van het beroemde schilderij Het angelus van Jean-François Millet.

## Demografie
Onderstaande figuur toont het verloop van het inwonertal (bron: INSEE-tellingen).